# 2006 في بلغاريا
فيما يلي قوائم الأحداث التي وقعت خلال عام 2006 في بلغاريا.

## رياضة
- 31 مايو – الدوري البلغاري الممتاز 2005-06 الفائز ليفسكي صوفيا.

## أفلام
من الأفلام التي صدرت هذه السنة في بلغاريا:
- 1 يناير – المهجور من إخراج Nacho Cerdà [الإنجليزية]‏.

## وفيات

### مايو
- 26 مايو – إيفان إيفانوف (مواليد 1942) لاعب كرة قدم بلغاري.

### أغسطس
- 25 أغسطس – كيريل راكاروف (مواليد 1932) لاعب كرة قدم بلغاري.